# Рафаель Де Ла Фуенте
Рафаель Де Ла Фуенте (ісп. Rafael de la Fuente, нар. 11 листопада 1986 року, Каракас, Венесуела) — венесуельський актор і співак.

## Життя і кар'єра
Рафаель Де Ла Фуенте народився в столиці Венесуели Каракасі. Акторську кар'єру розпочав у 2009 році в телесеріалі Más sabe el diablo. 

## Фільмографія

### Фільми
| Рік  | Назва                   | Роль          | Примітки |
| ---- | ----------------------- | ------------- | -------- |
| 2014 | The One I Wrote for You | Рафаель Амато |          |
| 2015 | Lift Me Up              | Ерік          |          |

### Телесеріали
| Рік     | Назва                       | Роль               | Примітки                                       |
| ------- | --------------------------- | ------------------ | ---------------------------------------------- |
| 2009    | Más sabe el diablo          | Jorge Giraldo      |                                                |
| 2011    | Аврора                      | Макс               |                                                |
| 2011–13 | Грачі                       | Дієго Форлан       | Періодична роль; 202 епізоди                   |
| 2014    | Every Witch Way             | Хуліо              | Періодична роль; 20 епізодів                   |
| 2015–16 | Імперія                     | Майкл Санчез       | Періодична роль; 11 епізодів                   |
| 2015    | Chasing LA                  | В ролі самого себе | Епізод: "Official Empire Finale Viewing Party" |
| 2017    | American Horror Story: Cult | Хлопець на пікніку | Епізод: "Election Night"                       |
| 2017    | Династія                    | Сем Джонс          | Головна роль                                   |

## Особисте життя
Рафаель Де Ла Фуенте відкритий гей.